# اولگ آنتونوف

اولگ آنتونوف، در دهه ۱۹۷۰

اولگ آنتونوف، (به روسی: Оле́г Константи́нович Анто́нов) (زاده ۷ فوریه ۱۹۰۶ - درگذشته ۴ آوریل ۱۹۸۴) کارآفرین، صنعتگر و مخترع اوکراینی بود، که در زمینه طراحی و ساخت هواگرد فعالیت می‌نمود. وی بنیانگذار و نخستین مدیرعامل شرکت هواپیماسازی آنتونوف، در اتحاد جماهیر شوروی سوسیالیستی بود.